# Innerer Gehörgang

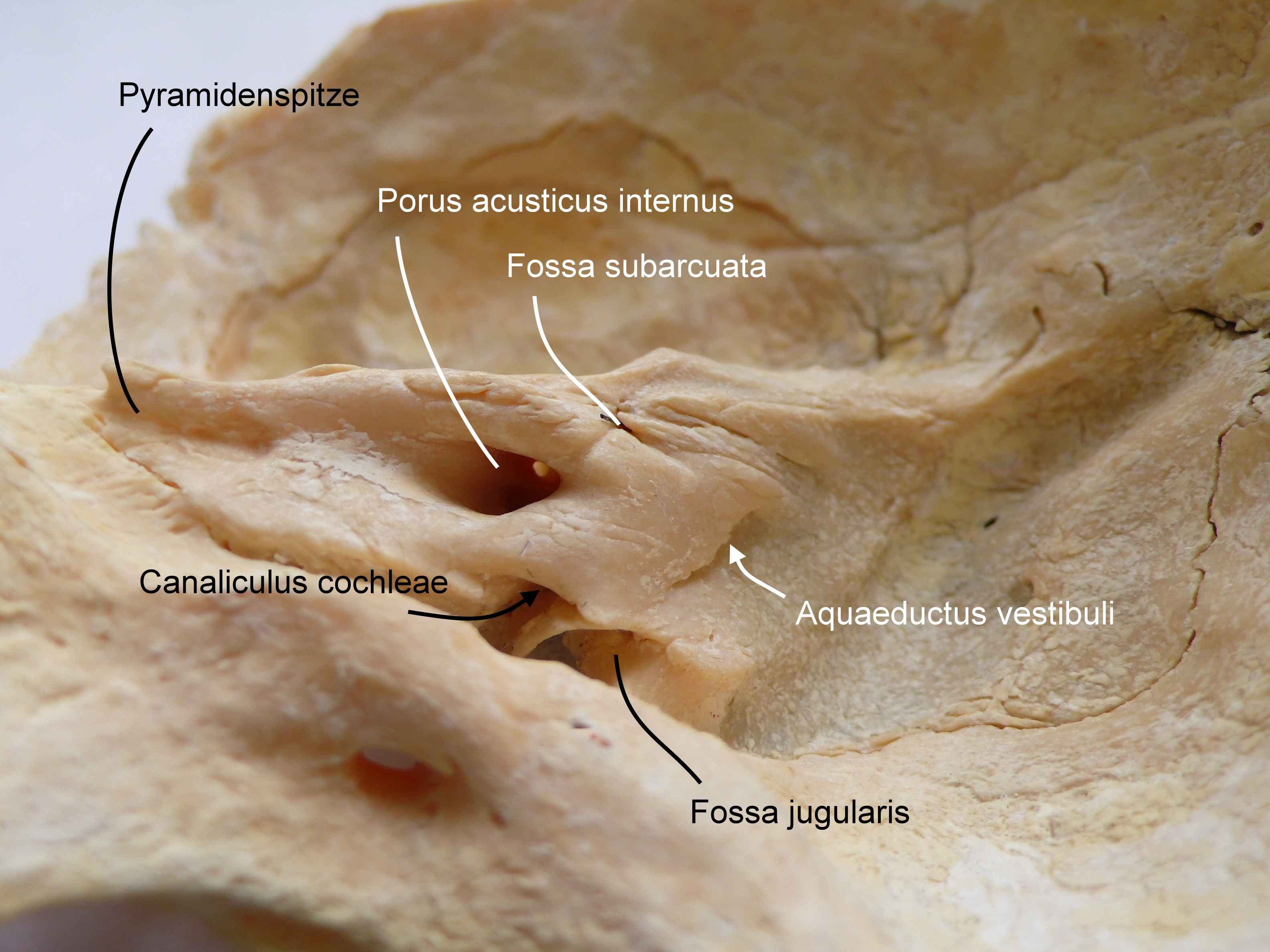
Innenseite des Felsenbeins mit Porus acusticus internus

Der paarige innere Gehörgang (Meatus acusticus internus) verläuft im Felsenbein von hinten nach vorn und ist ein Teil des Innenohres. Bei einem erwachsenen Menschen ist er etwa 1 cm lang. Seine trichterförmige Mündung in die hintere Schädelgrube wird als Porus acusticus internus bezeichnet.
Eingangs des inneren Gehörgangs vereinigen sich Nervus vestibularis und Nervus cochlearis zum Nervus vestibulocochlearis. Daneben dient er der Passage des Nervus facialis (VII. Hirnnerv), mitsamt dem Nervus intermedius. Darüber hinaus ziehen durch den inneren Gehörgang auch Blutgefäße, die Vasa labyrinthi. In der Tiefe des inneren Gehörgangs, dem Fundus meatus acustici interni, unterteilen eine Querleiste (Crista transversa) und zwei schwächere vertikale Leisten (Cristae verticales superior et inferior) das Innere in vier Quadranten. Der vordere obere Quadrant dient dem Durchtritt des Nervus facialis. In den beiden vorderen vertikalen Abschnitten bilden Nervus utriculoampullaris und Nervus saccularis zunächst ein Ganglion, vereinigen sich dann zum Nervus vestibularis, welcher wiederum mit dem Nervus cochlearis in den größeren unteren Quadranten zieht.
In den inneren Gehörgang setzen sich auch die drei Hirnhäute fort. Die Dura mater legt sich direkt dem Knochen an, die Pia mater umhüllt die Nervenstränge. Zwischen Arachnoidea und Pia mater liegt, wie im Gehirn, ein mit Liquor cerebrospinalis gefülltes Spatium subarachnoideum.